# José Luis Gracia Mosteo
José Luis Gracia Mosteo (Calatorao, Zaragoza, 21 de abril de 1957) es un escritor español que cultiva la novela, la poesía y el relato, a la vez que la crítica literaria y el ensayo, con el común denominador de la ironía.

## Biografía

### Comienzos
José Luis Gracia Mosteo nació en Calatorao (Zaragoza) en 1957. Se licenció en Filosofía y Letras por la Universidad Autónoma de Madrid y durante parte de los 80 fue uno de los responsables de la Sección de Literatura del Ateneo de Madrid. En 1983 empezó a colaborar como crítico literario del suplemento de Artes y Letras del diario Heraldo de Aragón y las revistas República de las Letras, Barataria y Turia entre otros medios.
Su carrera literaria empezó con la novela La saga de los Pirineos (1999), primera parte de lo que el escritor Alfonso Zapater bautizó como "Trilogía pirenaica". En ella Mosteo cuenta la historia de un viejo mayorazgo a lo largo de los siglos y muestra su devoción por los Pirineos y el valle del Jalón. La vida en el campo y la fuerza al evocar imágenes del mundo rural (especialmente de Aragón) son constantes que siempre se suelen ver en toda su obra. En 2000 publicó La dama cautiva de Jaca, quedando la última parte de su trilogía, El barón de Oliván, aún en escritura.
El asesino de Zaragoza (2001) es el inicio de una serie de novelas negras y de humor donde presenta al inspector Barraqueta, un policía apocado, depresivo y sin vocación. Le sigue en 2005 con el mismo protagonista El rock de la dulce Jane, que gana el Premio de Novela Villanueva del Pardillo.

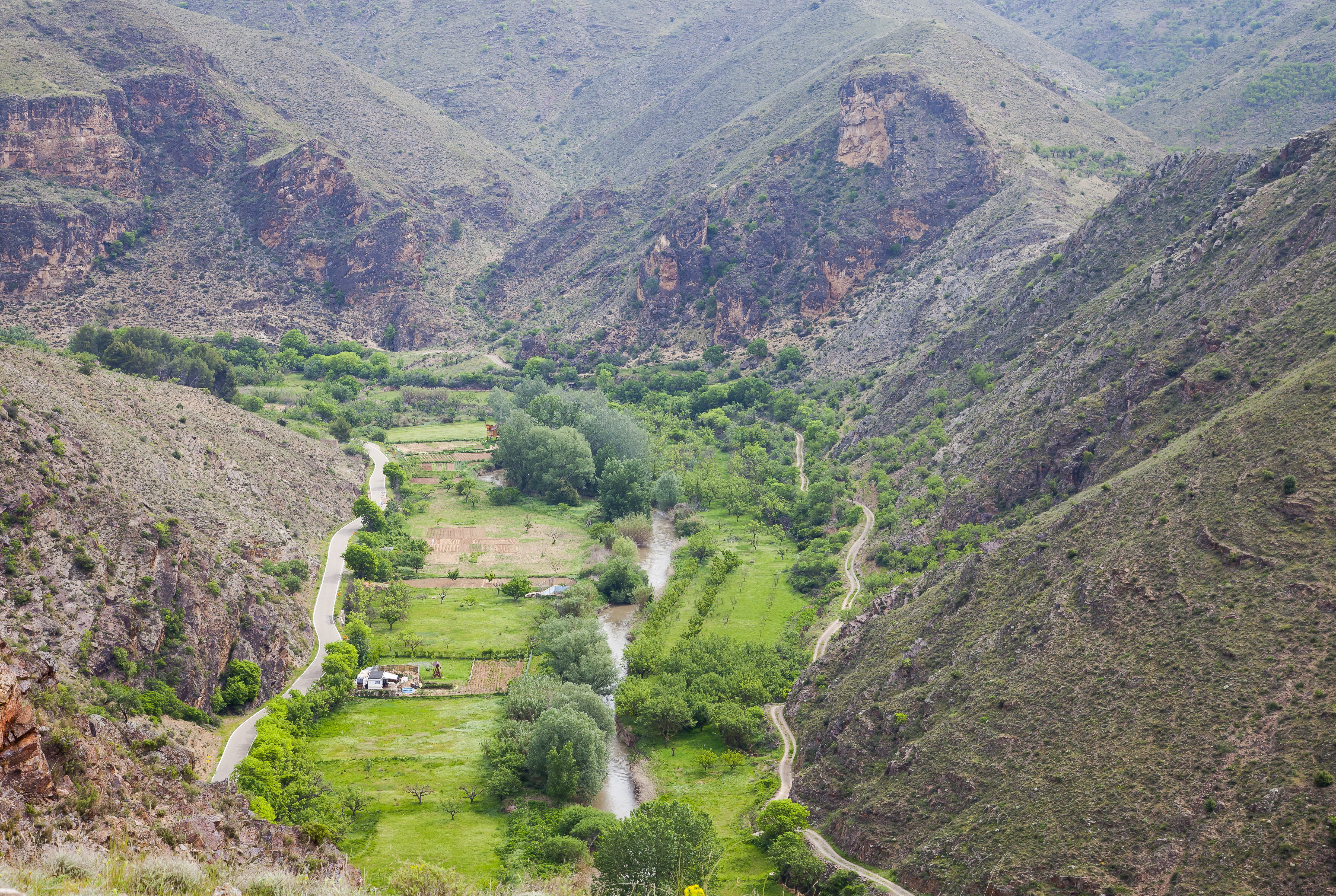
El Valle del Jalón, donde sitúa sus obras de ambiente rural.

En estas obras muestra un interés especial por los grupos marginales que sobreviven en los barrios bajos de la ciudad, en la mendicidad o fuera de la ley. A ellos les dedica buena parte de su línea negra conjugando el realismo sucio y la parodia con la que desnuda la hipocresía de la sociedad. También realiza un exhaustivo estudio de las hablas suburbiales (argot, caló, spanglish) lo cual a veces le lleva a incorporar pequeños diccionarios de germanías al final de sus libros. 
Mosteo hizo un primer acercamiento a la poesía en 2003 con La balada del valle verde, elegía de esa vida rural que aún se rige por las estaciones y un profundo homenaje al valle del Jalón; ganó el Premio de Poesía Elvira Castañón, se publicó en el 2004 y en 2005 fue nominado al Premio Nacional de la Crítica de Poesía.
En 2004 publicó El pintor de fantasmas, un retrato desenfadado del mundillo literario de Madrid en los años de la Movida a través de doce relatos con El Greco, Rimbaud, Coleridge o Gracián de protagonistas. En 2006 escribió El monstruo del espejo, una colección de breves ensayos en clave de humor sobre política y literatura. Ese mismo año ganó el Premio de Novela Fundación Dosmilnueve con El infierno (2007).

### Evolución
Blues de los bajos fondos (2009) retoma su línea negra, ganando además el I Premio Internacional de Poesía Verón Gormaz. Con la idea de hacer un peculiar viaje inspirado en Joseph Conrad, el autor retrata en estos poemas la vida de doce mujeres y doce chulos a lo largo de los burdeles de la Nacional II.
En 2011 publicó el ensayo Treinta motivos para reencarnarse en mosquito, una antología personal, erudita y humorística de la literatura friki, ridícula y escondida. En 2017 el poemario Romancero negro, colección de quince romances y otros tantos raps sobre casos reales del mundo del crimen, nominado al Premio Nacional de la Crítica de Poesía en 2018. Ese mismo año 2018, da a las prensas La pierna ortopédica de Rimbaud, treinta y tres poemas que son otros tantos juicios líricos, pero irónicos, de ese número de escritores y artistas, de Lope de Vega a David Bowie, pasando por Dante, S. T. Coleridge, Robert Louis Stevenson, Fernando Pessoa, Saint-John Perse, T. S. Eliot, Luis Buñuel, John Ford, Jaime Gil de Biedma o Jorge Luis Borges, a los que canta gozando o penando en su particular cielo o infierno, ganando el Premio Melaza de Poesía Villa de Salobreña y siendo elegido en la revista El Cultural del diario El Mundo el quinto mejor libro de poesía del 2018. En el 2021, publica el ensayo ¿Sueñan los poetas con versos eléctricos?, en el que estudia en clave irónica la evolución de la poesía al pasar del siglo XX al XXI. En el 2024, el poemario Campos de Aragón cierra su trayectoria lírica, con una colección de poemas que cantan las labores agrícolas y la vida en los pueblos.

### Estilo y colaboraciones
Como ha señalado la crítica, existe una dualidad evidente en su obra: sus libros ambientados en el campo reflejan un paraíso abandonado, con personajes víctimas de la historia (industrialización, guerras, globalización) y condenados a la emigración y la supervivencia; mientras que en los libros más urbanos, sus personajes malviven en el mundo frío y competitivo de una ciudad que no comprenden y donde el enemigo ya no es la naturaleza sino el hombre. Asimismo, otra constante es el perfil de los mismos, siempre gente corriente e incluso antihéroes (analfabetos, indefensos, torpes) que deben sobreponerse a unos acontecimientos que les desbordan, lo cual le permite hacer un estudio (bien es cierto que irónico) de la naturaleza humana.

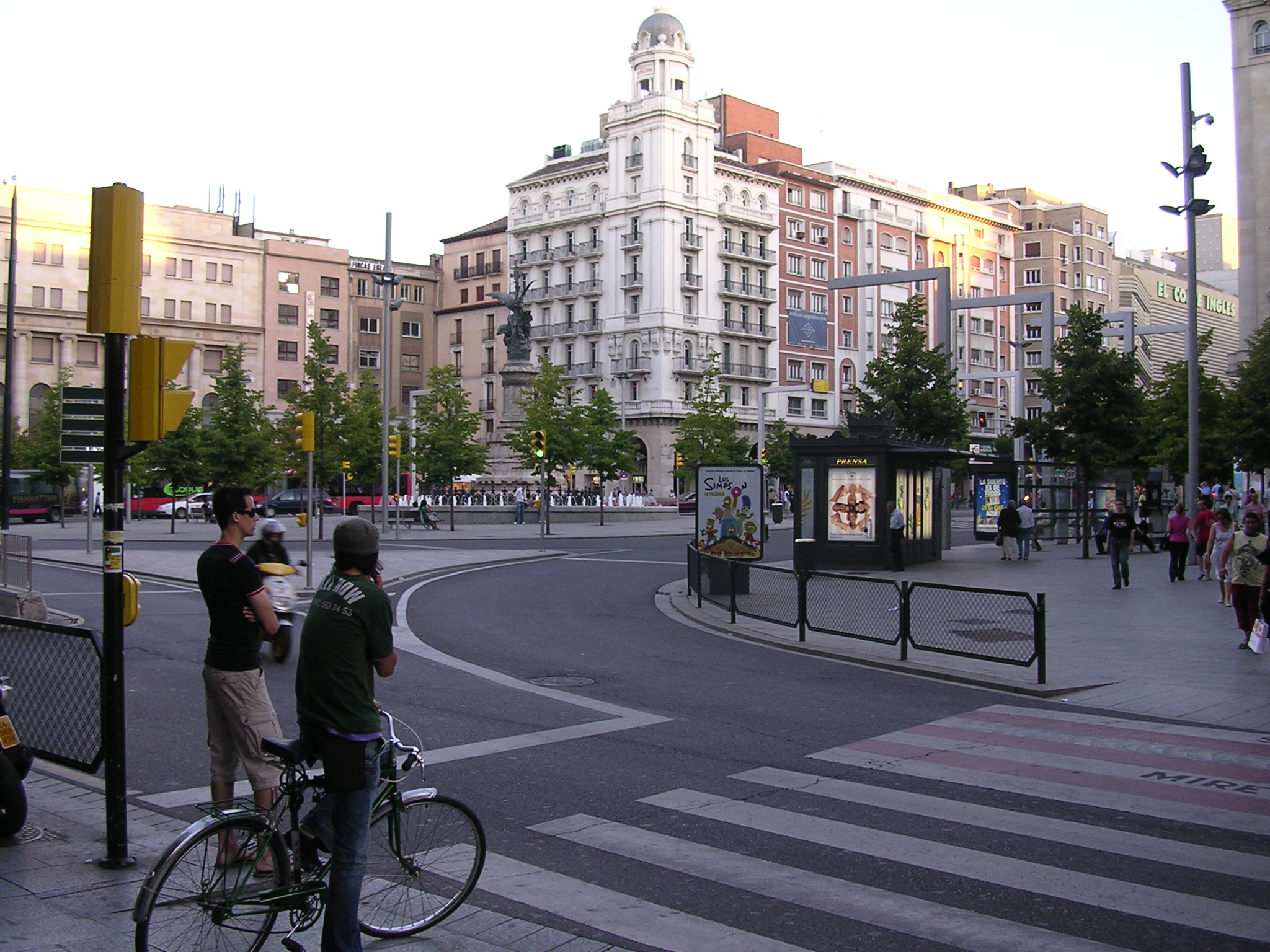
La ciudad de Zaragoza, donde sitúa sus obras de ambiente urbano.

También ha sido incluido en las antologías de relatos Crímenes contados, Historias para catar, Vida de perros, Ducha escocesa, El Quijote en el Café Gijón, Cuentos desde la diversidad, Cuentos junto a la laguna, Cuentos de Navidad, Crímenes callejeros y Madrid en Feria, además de en las de poesía Madrid a Miguel Hernández, Generación Subway, Parnaso 2.0 y Amantes. Asimismo ha publicado las plaquettes de relatos El taxidermista de almas (Premio García Lorca, Madrid) y El misterio de las dos Teresas (La Torre degli Arabeschi, Italia.)
Es profesor y crítico literario.

## Premios
- Premio Elvira Castañón de Poesía (2003)
- Premio Villanueva del Pardillo de Novela (2005)
- Premio Federico García Lorca de Relato (2005)[11]
- Premio Fundación Dosmilnueve de Novela (2006)[4]
- Premio Búho de la Asociación Aragonesa de Amigos del Libro (2008)[12]
- Diploma XXII Premio Internacional Max Aub de Cuentos (2008)
- Premio Internacional de Poesía Verón Gormaz (2008)[13][5]
- Premio Villa de Berrueco de Relato (2009)
- Premio de Relato La Granja de Segovia (2010) (renunció)
- Premio Godina de las Letras (2016)[14]
- Premio Aragoneses en Madrid (2017)[15]
- Premio Melaza de Poesía Villa de Salobreña (2018)[9]

### Finalista
- Finalista del Premio de Relato Juan Martín Sauras (2004)
- Finalista del Premio Internacional de Poesía Vicente Presa (2005)
- Nominado al Premio Nacional de la Crítica de Poesía (2005)
- Finalista del Premio Benito Pérez Galdós de Crítica Literaria (2007)[16]
- Finalista del Premio Provincia de Guadalajara de Poesía (2007)
- Finalista del Premio Patricia Sánchez Cuevas de Relato (2009)
- Finalista del Premio de Relato San Martín de Valdeiglesias (2010)
- Finalista del Premio Meliano Peraile de Relato (2010)
- Finalista del Premio de Relato Ciudad de Martos (2011)
- Finalista del Premio Fray Luis de León de Poesía (2014)
- Finalista del Premio Iberoamericano Verbum de Novela (2015)
- Nominado al Premio Nacional de la Crítica de Poesía (2018)
- Accésit Premio Creadores de Literatura (Teruel) (2023)[17]
- Finalista del Premio de la Crítica de Poesía en Aragón (2025)

## Obra
- La saga de los Pirineos (1999, reeditado en 2009)
- La dama cautiva de Jaca (2000, reeditado en 2006)
- El asesino de Zaragoza (2001)
- La balada del valle verde (2004, reeditado en 2008)
- El pintor de fantasmas (2004)
- El rock de la dulce Jane (2005, reeditado en 2006)[3]
- El monstruo del espejo (2006)
- El infierno (2007)[18]
- Blues de los bajos fondos (2009, reeditado en 2013)
- Treinta motivos para reencarnarse en mosquito (2011)[8]
- Romancero negro (2017)
- La pierna ortopédica de Rimbaud (2018)
- ¿Sueñan los poetas con versos eléctricos? (2021)
- Campos de Aragón (2024)

### Antologías donde está incluido
- El Quijote en el Café Gijón (2005)
- Crímenes contados (2006)
- Historias para catar (2006)
- Vida de perros (2007)
- Ducha escocesa (2008)
- Madrid a Miguel Hernández (2012)
- Cuentos desde la diversidad (2013)
- El laberinto de la dicha (2014)
- 35 noches para un sueño (2014)
- Cuentos junto a la laguna (2014)
- Generación Subway (2015)
- Cuentos de Navidad (2015)
- Madrid en feria (2016)
- Crímenes callejeros (2016)
- Parnaso 2.0 (2016)
- Amantes (2017)
- Ulisses en el festival de Cannes (2017)
- Treciembre (Coro de voces) (2023)

### Plaquettes
- El taxidermista de almas (2006)
- El misterio de las dos Teresas (2011)